# 卡尔滕霍尔茨豪森
卡尔滕霍尔茨豪森是德国莱茵兰-普法尔茨州的一个市镇。总面积6.06平方公里，总人口589人，其中男性298人，女性291人（2011年12月31日），人口密度97人/平方公里。